# Абатство Дюлюгем
Абатство Дюлюгем (на френски: Abbaye de Dieleghem) е историческо августинско, а впоследствие норбертинско абатство, в североизточната част на Йете, една от 19-те общини на Столичен регион Брюксел, Централна Белгия.

## История
Абатството е основано през 1095 г. от монаси – августинци. Това се удостоверява от харта на епископа на Камбре, съгласно която Онулф, сеньор на Wolvertem, дарява на монасите необходимата земя, мелница и пивоварна. Около 1140 г. абатството става част от Норбертинския орден.
През 1210 г., Хенри, сеньор на Zottegem дарява на монасите имот, известен като Дюлюгем (Dieleghem) на абатството, което приема и това име.
Абатството се разраства и получава автономия през 1217 г. То е важен фактор за икономическия, социалния и културния живот на областта. Сезонните работници са заети в обработването на големи недвижими имоти в селското и горското стопанство и домакински задължения. Влажните зони около абатството са почистени и превърнати в рибарници, земята се изчиства и култивира.
На няколко пъти, абатството става жертва на конфликти между господарите на херцогство Брабант. През 1489 г. манасирът е опожарен, през 1578 г. е обсаден и ограбен, през 1695 г. отново е ограбено. През ХVІІІ век настъпва период на оносително спокойствие. Абатите на Дюлюгем предприемат мащабно строителство и подобрения на съществуващите сгради в неокласически стил, по проект на архитекта на кралските дворци и обществени сгради, Лоран Беноа Деюс (1731 – 1812), което продължава от 1775 до 1791 г.
По време на Френската революция, през 1796 г., абатството е опустошено, монасите са прогонени, част от сградите – църквата монашеските жилища и други са разграбени и разрушени, а останалото имущество – 760 хектара земя, 14 ферми, 5 мелници е продадено през 1797 г.
Абатския дворец проектиран от архитекта Лоран Беноа Деюс единствената оцеляла до наши дни сграда от манастирския комплекс. През ХІХ век, сградата често сменя своите собственици. Между 1840 и 1847 г. е собственост на нотариуса Морен. Неговите наследници продават двореца през 1898 г. на доктор Капар, който живее в него със семейството си десет години. През 1913 – 1915 г. в сградата пребивават под наем португалски монаси – йезуити. През 1919 – 1924 г. сградата е превърната в дом за умствено изостанали деца. Между 1929 г. и 1954 г. е временен енорийски дом. През 1950 г. рушащата се и запусната сграда е закупена от Община Йете и през 1953 г. е обявена за защитен исторически паметник. Сградата е обновена и реставрирана през 1972 г. и понастоящем в нея се помещава общинския музей на Йете.

## Абатска бира Абеи дьо Дюлюгем
Едноименната абатска бира се произвежда от пивоварната Brasserie Lefebvre в две разновидности: Abbaye De Dieleghem Blonde с алкохолно съдържание 6,5 % об. и Abbaye De Dieleghem Brune с алкохолно съдържание 6,5 % об.